# Sankt Ludvigsorden

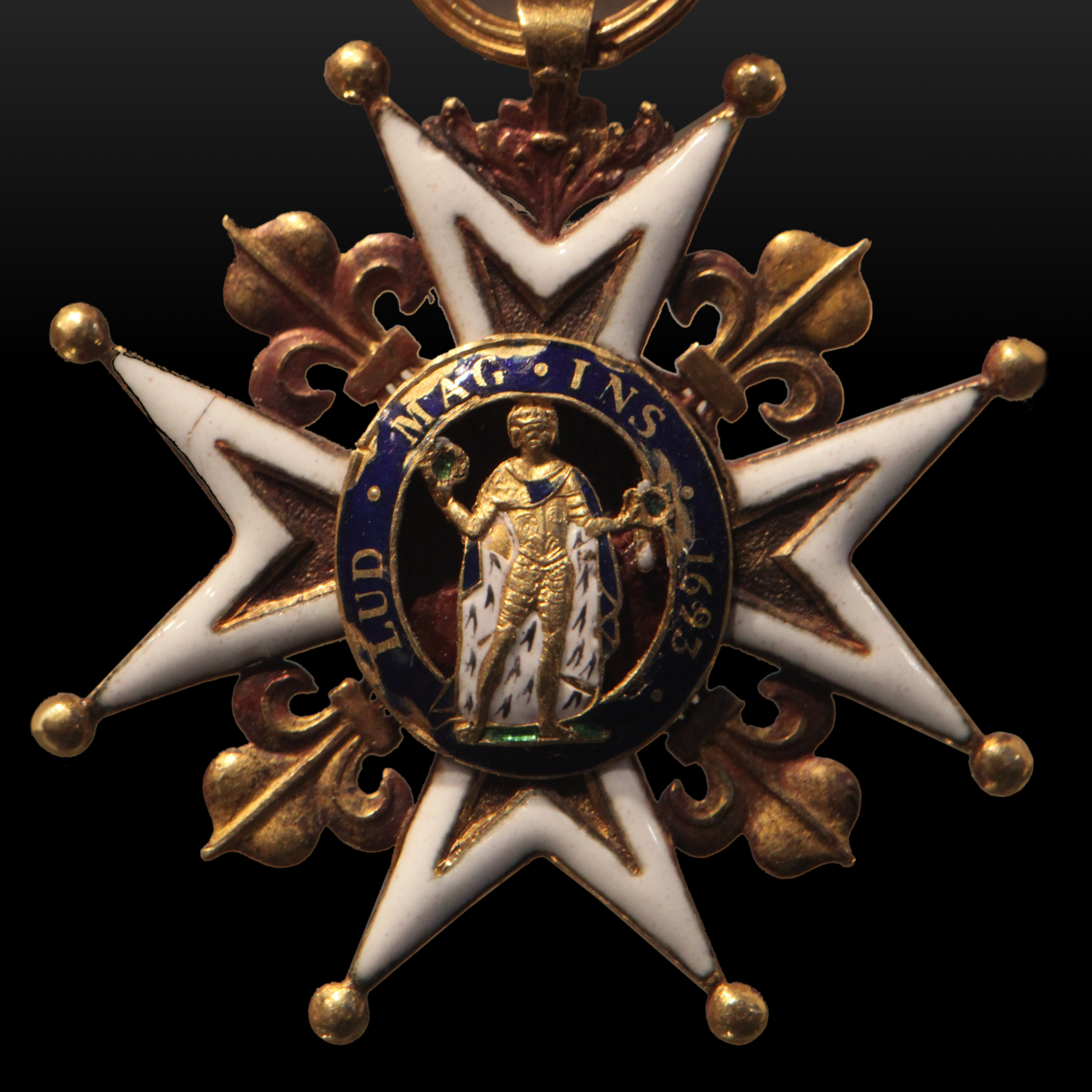
Ordenstecken för Sankt Ludvigsorden

Den kungliga och militära Sankt Ludvigsorden (franska Ordre royal et militaire de Saint-Louis) var en orden som instiftades 1693 av konung Ludvig XIV.

## Ordensstatuter
Sankt Ludvigsorden var avsedd att belöna officerare för tapperhet. Mottagaren måste vara katolik och ha minst tio års tjänst som officer. Det var den första franska orden som kunde tilldelas ofrälse. Ofrälse riddare var befriade från jordskatter. Orden upphävdes 1791 efter den franska revolutionen; den återinfördes av Ludvig XVIII och upphävdes slutligen 1830 efter Julirevolutionen.
Orden bestod av tre klasser, där antalet medlemmar i de två högsta klasserna var begränsade.
- Kommendörer med stora korset, 8 stycken
- Kommendörer, 28 stycken
- Riddare

## Militärförtjänstorden
För protestantiska officerare skapade Ludvig XV Institution du Mérite militaire, efter mönster av Sankt Ludvigsorden. Institutionen var inte en orden, den hade inga religiösa ceremonier eller en stormästare, men dess medlemmar svor en trohetsed till konungen av Frankrike.

## Medaljongen med två svärd
En motsvarighet för Sankt Ludvigsorden för underofficerare och manskap, Médaillon des deux épées, skapades av Ludvig XV. Den gavs efter 24 års tjänst och medförde befrielse från direkta skatter, dagsverken åt kronan och inkvartering av trupper. Medaljongen överlämnades vid en ceremoni där mottagaren svor en trohetsed till konungen av Frankrike.

## Illustrationer

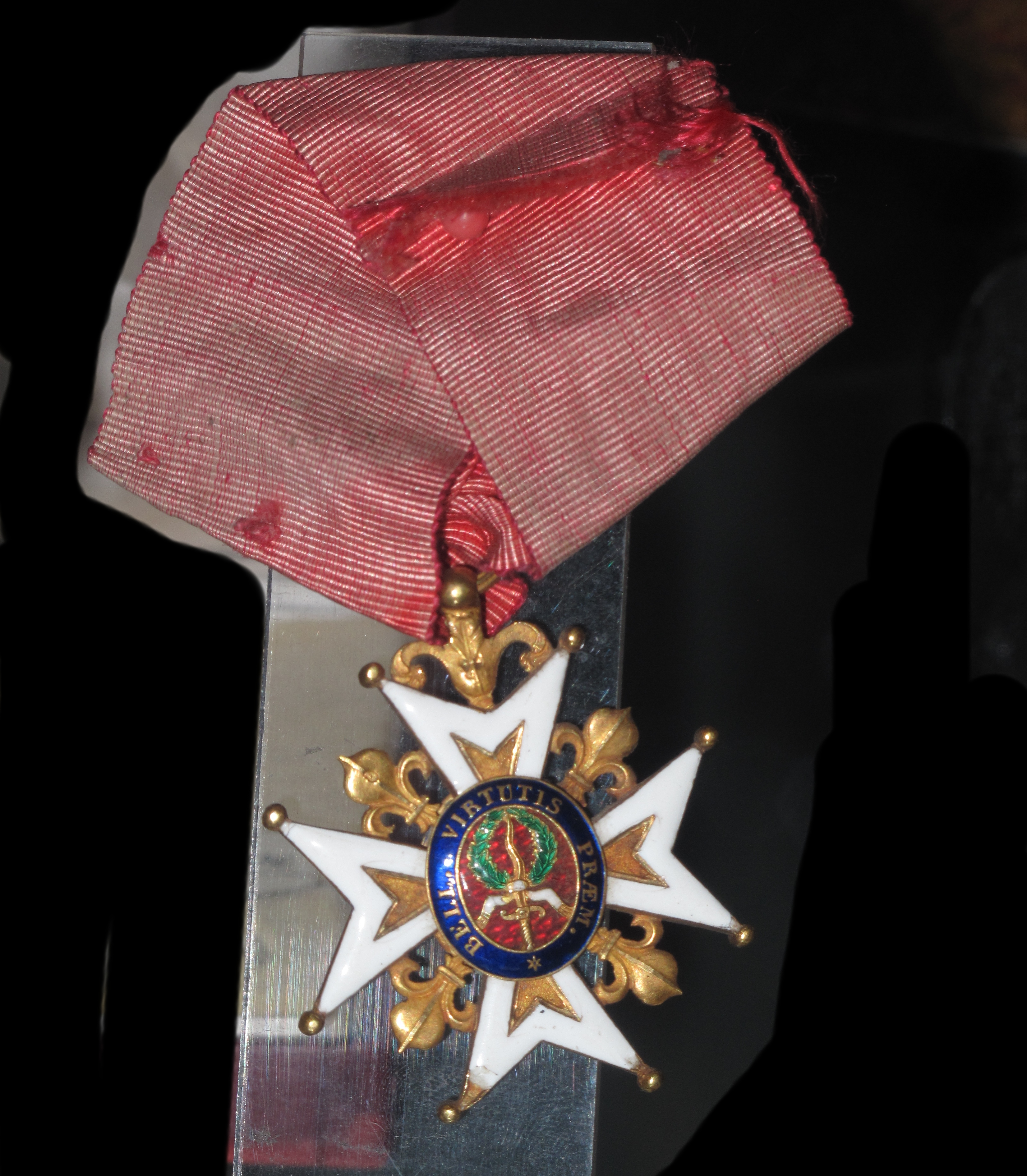
Ordenstecken för riddare av den militära Sankt Ludvigsorden.
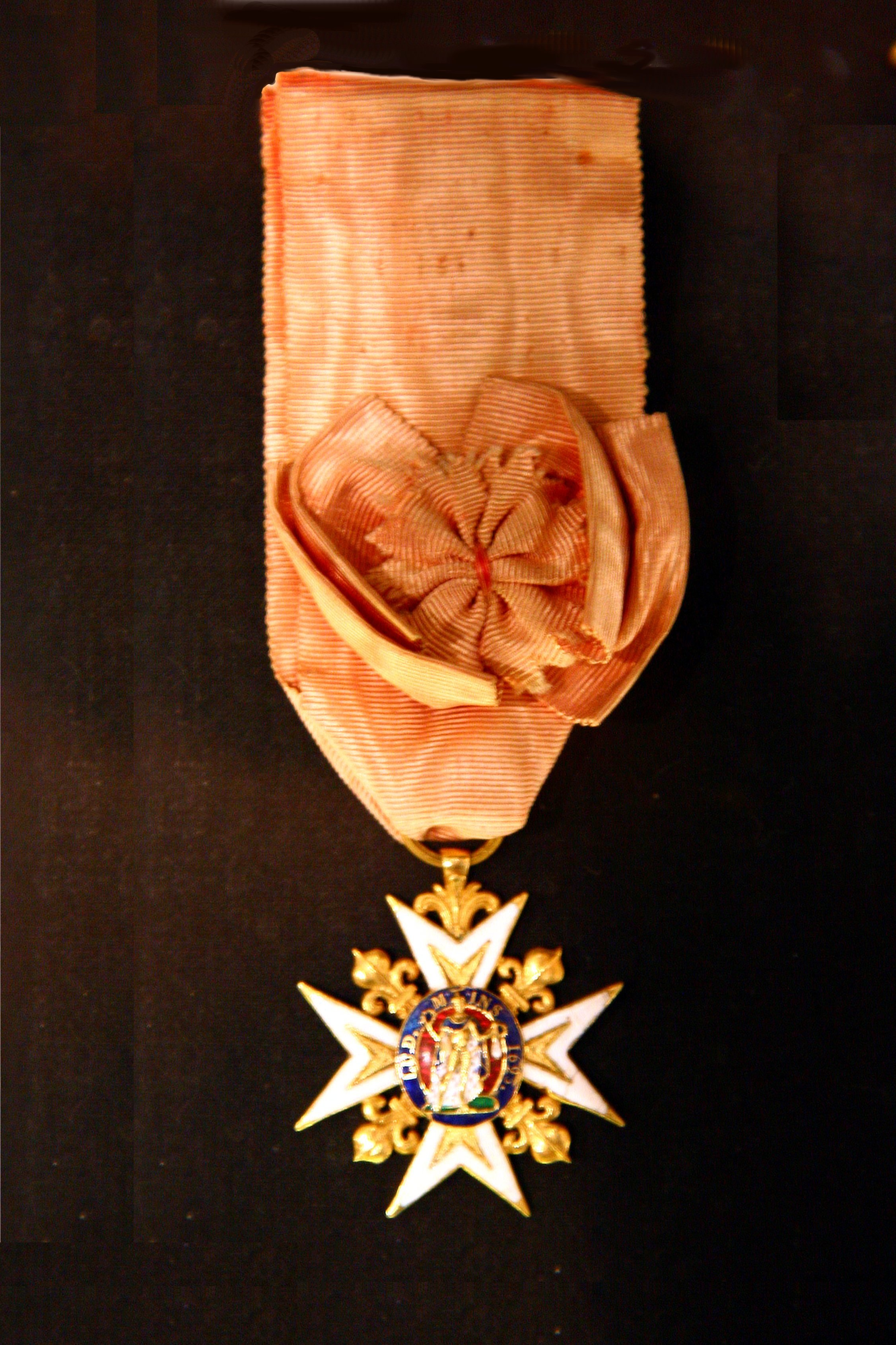
Ordentstecken för riddare av den återinförda Sankt Ludvigsorden.
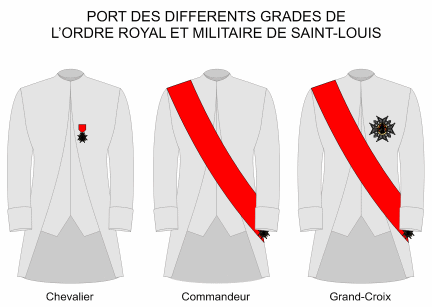
Ordenstecken för riddare, kommendör samt kommendör med stora korset.
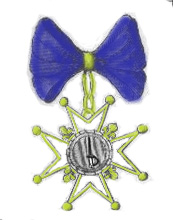
Medalj för medlemmar av 1. graden av Institutionen för militära förtjänster.
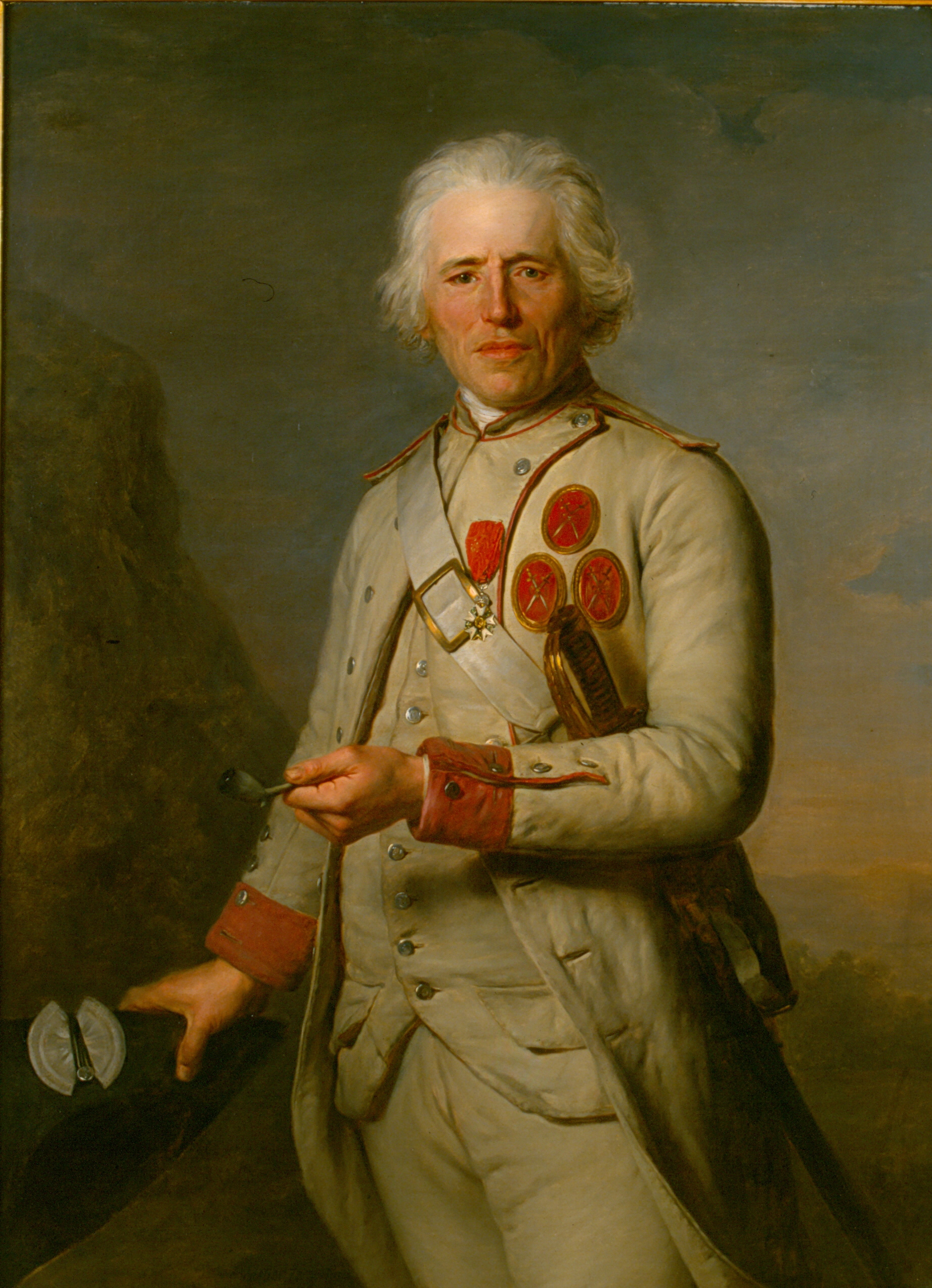
Jean Thurel, som tre gånger belönats med Medaljongen med två svärd för sammanlagt 72 års krigstjänst.